# والي أندرسن
والي أندرسن هو سياسي كندي، ولد في 31 يوليو 1951.